# Александрово (Ветлужский район)
Александрово — посёлок в составе Ветлужского района Нижегородской области. В данное время посёлок является нежилым.

## География
Располагается берегу левобережной старицы реки Ветлуги. Находится в 24 км от города Ветлуги и в 180 км от Нижнего Новгорода.

## История
Первоначально поселение входило в Архангельскую волость Варнавинского уезда Костромской губернии.
Во второй половине XX века люди стали покидать деревню, вследствие чего на данный момент деревня является нежилой.

## Население
| 1897 | 1907 | 1916 | 2002 | 2010 |
| ---- | ---- | ---- | ---- | ---- |
| 6    | 6    | 10   | 0    | 0    |